# Alexandru Tautu
Alexandru Tautu a fost un bober român, care a concurat în cadrul competițiilor de bob din anii '30 ai secolului al XX-lea.
La Jocurile Olimpice de la Garmisch-Partenkirchen (1936), el a făcut parte din echipa România I de bob-4, dar aceasta nu a mai concurat.